# Comuna Dobrinj, Primorje-Gorski kotar
Dobrinj este o comună în cantonul Primorje-Gorski kotar, Croația, având o populație de 2.078 de locuitori (2011).

## Demografie
Componența etnică a comunei Dobrinj
     Croați (90,57%)
     Bosniaci (4,43%)
     Sârbi (1,3%)
     Necunoscut (0,58%)
     Neclasificat (2,74%)
Componența confesională a comunei Dobrinj
     Catolici (86,81%)
     Musulmani (5,68%)
     Fără religie și atei (2,79%)
     Ortodocși (1,64%)
     Necunoscută (2,12%)
     Alte religii (0,96%)
Conform recensământului din 2011, comuna Dobrinj avea 2.078 de locuitori. Din punct de vedere etnic, majoritatea locuitorilor (90,57%) erau croați, existând și minorități de bosniaci (4,43%) și sârbi (1,3%). Apartenența etnică nu este cunoscută în cazul a 0,58% din locuitori. Din punct de vedere confesional, majoritatea locuitorilor (86,81%) erau catolici, existând și minorități de musulmani (5,68%), persoane fără religie și atei (2,79%) și ortodocși (1,64%). Pentru 2,12% din locuitori nu este cunoscută apartenența confesională.